# Gregorio Crescenzi (cardinal, 1188)
Pour les articles homonymes, voir Gregorio Crescenzi.
Gregorio Crescenzi (né à Rome, Italie, et mort après le 23 août 1207) est un cardinal italien du XIIe siècle. Il est un parent du cardinal Gregorio Crescenzi, chanoine régulier de S. Reno (1205).

## Biographie
Le pape Clément III le crée cardinal lors du consistoire du 12 mars 1188. Le cardinal Crescenzi participe à l'élection de Célestin III en 1191 et à l'élection d'Innocent III en 1198. Il est recteur du duché de Spolète et du comté d'Assisi. En 1199 il est envoyé en Hongrie pour réorganiser l'église et régler un traité entre le roi Imre Ier et son frère André.
Crescenzi est envoyé de nouveau comme légat en Hongrie pour convaincre le roi Imre Ier à participer à la bataille pour la couronne allemande au côté des 
guelfes.